# Чемпионат Азии по дзюдо 2025
Чемпионат Азии по дзюдо 2025 года прошёл с 24 по 28 апреля в Бангкоке (Таиланд). В чемпионате участвовали 220 спортсменов (126 мужчин и 94 женщины) из 23 стран. Это был второй подобный форум в Таиланде — ранее в Бангкоке проходил континентальный чемпионат по дзюдо 2013 года.

## Медалисты

### Мужчины
| Весовая категория | Золото                           | Серебро                           | Бронза                                                           |
| ----------------- | -------------------------------- | --------------------------------- | ---------------------------------------------------------------- |
| до 60 кг          | Таики Накамура · Япония          | Ян Юнвэй · Тайбэй                 | Мухаммадсолех Куватов · Таджикистан Шерзод Давлатов · Казахстан  |
| до 66 кг          | Рёма Танака · Япония             | Замахшари Бекмуродов · Узбекистан | Нурали Эмомали · Таджикистан Обид Джебов · Таджикистан           |
| до 73 кг          | Шахрам Ахадов · Узбекистан       | Махмадбек Махмадбеков · ОАЭ       | Абубакр Шеров · Таджикистан Юдаи Танака · Япония                 |
| до 81 кг          | Ли Ён Хван · Республика Корея    | Сомон Махмадбеков · Таджикистан   | Юхей Ойно · Япония Арслонбек Тоджиев · Узбекистан                |
| до 90 кг          | Шахзодходжа Шарипов · Узбекистан | Нурбек Муртозоев · Узбекистан     | Комей Кавабата · Япония Мейрлан Максим · Казахстан               |
| до 100 кг         | Саид Садрудинов · Бахрейн        | Джафар Костоев · ОАЭ              | Карамноб Сагаипов · Ливан Джахонгир Маджидов · Таджикистан       |
| свыше 100 кг      | Ли Сунгеб · Республика Корея     | Темур Рахимов · Таджикистан       | Эмирхан Жолдошказиев · Кыргызстан Ким Минджон · Республика Корея |

### Женщины
| Весовая категория | Золото                    | Серебро                              | Бронза                                                        |
| ----------------- | ------------------------- | ------------------------------------ | ------------------------------------------------------------- |
| до 48 кг          | Хикари Йосиока            | Сю Синран · Китай                    | Галия Тынбаева · Йон Сусонг · КНДР                            |
| до 52 кг          | Кукуро Фудзисиро · Япония | Бишрелтиин Хорлоодои · Монголия      | Янг Сеюн · Республика Корея Жанг Юнли · Китай                 |
| до 57 кг          | Мегуми Фусида · Япония    | Тербисиин Ариунзая · Монголия        | Шукуржон Аминова · Узбекистан Бакыт Куссакбаева · Казахстан   |
| до 63 кг          | Харука Кадзю · Япония     | Энхрийлэн Лхагватогоогийн · Монголия | Юн Пэйчун · Тайбэй Ким Джиху · КНДР                           |
| до 70 кг          | Маю Хонда · Япония        | Фенг Йингинг · Китай                 | Мун Сонгху · КНДР Батсуурын Нямэрдэне · Монголия              |
| до 78 кг          | Курена Икеда · Япония     | Ким Минжу · Республика Корея         | Вун Хонгтао · Китай Мурёна Кучимова · Узбекистан              |
| свыше 78 кг       | Айман Синесинур · Китай   | Ню Синран · Китай                    | Амарсайхани Адиясурен · Монголия Ли Хюнджи · Республика Корея |

### Смешанные команды
| Команды | Золото | Серебро    | Бронза                    |
| ------- | ------ | ---------- | ------------------------- |
| Страна  | Япония | Узбекистан | Республика Корея Монголия |

## Общий медальный зачёт
*   Принимающая страна (Таиланд)
| Место           | Страна               | Золото | Серебро | Бронза | Всего |
| --------------- | -------------------- | ------ | ------- | ------ | ----- |
| 1               | Япония               | 9      | 0       | 3      | 12    |
| 2               | Узбекистан           | 2      | 3       | 3      | 8     |
| 3               | Республика Корея     | 2      | 1       | 4      | 7     |
| 4               | Китай                | 1      | 3       | 2      | 6     |
| 5               | Бахрейн              | 1      | 0       | 0      | 1     |
| 6               | ОАЭ                  | 0      | 3       | 0      | 3     |
| 7               | Таджикистан          | 0      | 2       | 5      | 7     |
| 8               | Монголия             | 0      | 2       | 3      | 5     |
| 9               | Китайская Республика | 0      | 1       | 1      | 2     |
| 10              | Казахстан            | 0      | 0       | 4      | 4     |
| 11              | КНДР                 | 0      | 0       | 3      | 3     |
| 12              | Кыргызстан           | 0      | 0       | 1      | 1     |
| 12              | Ливан                | 0      | 0       | 1      | 1     |
| Всего стран: 13 | Всего стран: 13      | 15     | 15      | 30     | 60    |